# Rejon złoczowski (1940–2020)
Rejon złoczowski (ukr. Золочівський район) – dawna jednostka administracyjna Ukrainy, a wcześniej także Ukraińskiej Socjalistycznej Republiki Radzieckiej w Związku Socjalistycznych Republik Radzieckich, funkcjonująca w latach 1940–1941 i 1946–2020. Należał do obwodu lwowskiego. Siedzibą rejonu był Złoczów.
Według spisu powszechnego z 2001 roku w rejonie żyło 74 700 ludzi, w tym 600 Rosjan (0,8%) i 500 (0,7%) Polaków.

## Historia
Rejon złoczowski został utworzony 17 stycznia 1940 na podstawie dekretu Prezydium Rady Najwyższej USRR o podziale na rejony zachodnich obwodów USRR, kiedy to w obwodzie lwowskim utworzono 37 rejonów, między innymi złoczowski. Rejon objął miasto Złoczów oraz obszary zniesionych gmin Folwarki, Płuhów i Złoczów. Obszary te należały przed wojną do powiatu złoczowskiego w województwie tarnopolskim.
Rejon złoczowski przestał istnieć wraz z wybuchem wojny niemiecko-radzieckiej 22 czerwca 1941. Jego tereny weszły w skład Landkreis Złoczów dystryktu galicyjskiego Generalnego Gubernatorstwa.
Rejon został odtworzony 23 lipca 1944, po zajęciu tych terenów przez Armię Czerwoną.
25 września 1958 do rejonu złoczowskiego włączono zniesiony rejon pomorzański.
30 grudnia 1962 do rejonu rejonu złoczowskiego włączono zniesione rejony gliniański i przemyślański oraz część zniesionego rejonu oleskiego.
4 stycznia 1964 przywrócono rejon przemyślański, wydzielając go z rejonu złoczowskiego.
Rejon złoczowski zlikwidowano w związku z reformą administracyjną w 2020 roku, kiedy to jego obszar wcielono do nowego rejonu złoczowskiego.

## Spis miejscowości
- Biały Kamień (Білий Камінь)
- Bohutyn (Богутин)
- Boniszyn (Бонишин)
- Bortków (Бортків)
- Bór (Бір)
- Bronisławówka cz. Płuhowa (Плугів)
- Bubszczany (Бібщани)
- Bużek (Бужок)
- Chilczyce (Хильчиці)
- Chmielowa (Хмелева)
- Chomiec (Хомець)
- Czeremosznia (Черемошня)
- Czyżów (Чижів)
- Derewianki (Дерев'янки)
- Folwarki (Підгородне)
- Gawareczyzna (Гавареччина)
- Gliniany (Глиняни)
- Gołogórki (Гологірки)
- Gołogóry (Гологори)
- Grabowa (Грабово)
- Honczariwka (Гончарівка)
- Horodyłów (Городилів)
- Hutyszcze (Гутище)
- Jaktorów (Якторів)
- Jasionowce (Ясенівці)
- Jelechowice (Єлиховичі)
- Kamjanyste (Кам'янисте)
- Kiejków[8] (Кийків)
- Kniaże (Княже)
- Kobylańszczyzna (Кобилеччина)
- Kołtów (Колтів)
- Kondratów (Кіндратів)
- Kopanie (Копані)
- Koropczyk[9] (Коропчик)
- Koropiec (Коропець)
- Kosyczi (Косичі)
- Kozaki (Козаки)
- Krasnosielce (Красносільці)
- Kropiwna (Кропивна)
- Kruhów (Кругів)
- Krzywice (Кривичі)
- Kulby (Кульби)
- Kurowice (Куровичі)
- Lackie Małe Wielkie (Червоне)
- Lasowe (Лісові)
- Łęg (Луг)
- Łuka (Лука)
- Machnowce (Махнівці)
- Majdan Goł. (Майдан-Гологірський)
- Mazów (Мазів)
- Mitulin (Митулин)
- Monastyrek (Монастирок)
- Nadilne (Надільне)
- Nestiuki (Нестюки)
- Nowa Osada (Новоселище)
- Nowosiółki (Новосілки)
- Obertasów (Обертасів)
- Olszanica (Велика Вільшаниця)
- Olszanka Mała (Мала Вільшанка)
- Opaki (Опаки)
- Osowce (Осовиця)
- Papiernia (Папірня)
- Peczenia (Печенія)
- Piaski (Пісок)
- Pidhirja (Підгір'я)
- Płuhów (Плугів)
- Pobocz (Побіч)
- Poczapy (Почапи)
- Podhajczyki (Підгайчики)
- Podlesie (Підлисся)
- Podlipce (Підлипці)
- Pohorylce (Погорільці)
- Poluchów Wielki (Великий Полюхів)
- Pomorzany (Поморяни)
- Przegnojów (Перегноїв)
- Remizowce (Ремезівці)
- Rozdoriżne (Роздоріжне)
- Rozważ (Розваж)
- Rozworzany (Розворяни)
- Ruda (Руда)
- Ruda Kołtowska (Руда-Колтівська)
- Ryków (Поляни)
- Sasów (Сасів)
- Skniłów (Скнилів)
- Skwarzawa (Скварява)
- Słowita (Словіта)
- Snowicz (Сновичі)
- Sołowa (Солова)
- Stadnia (Стадня)
- Strutyn (Струтин)
- Szopki (Шопки)
- Szpikłosy (Шпиколоси)
- Ścianka (Стінка)
- Torhów (Торгів)
- Trędowacz (Трудовач)
- Trościaniec (Тростянець)
- Turkocin (Туркотин)
- Unterwalden – ob. cz. Podhajczyk
- Usznia (Ушня)
- Werchobuż (Верхобуж)
- Woroniaki (Вороняки)
- Wyżniany (Вижняни)
- Zagóra (Загора)
- Zalesie (Залісся)
- Zarwanica (Зарваниця)
- Zarzecze ob. część (Золочів)
- Zastawne (Заставне)
- Zaszków (Зашків)
- Zazule (Зозулі)
- Żeniów (Женів)
- Złoczów (Золочів)
- Zołocziwka (Золочівка)
- Żuków (Жуків)
- Żulice (Жуличі)

inne
- Huta Werhoburska (Werchobuska) – nieistniejąca[10][11]
- Zamoście – folwark w Olszanicy (XIX w.)